# Club Universitario de Rosario
El Club Universitario de Rosario es una entidad deportiva rosarina fundada el 20 de septiembre de 1924 por estudiantes de diversas facultades de la Universidad Nacional de Rosario. Entre ellas se cuentan: Medicina e Ingeniería, cuyos colores son parte de la bandera tetracolor del club (rojo, verde, azul y amarillo). Aunque en contadas ocasiones utilizó una camiseta con los cuatro colores a franjas horizontales, los colores tradicionales de la camiseta son el azul y el negro, idénticos a los del Club Universitario de Buenos Aires.

## Deportes
Los deportes principales del club son: Rugby, Hockey, Esgrima (de participaciones muy destacadas), Basketball y Futbol (veteranos). La sede del club está en la calle Avenida del Huerto 1051, frente a la costa del Río Paraná. En aquella, está la secretaría, gimnasio, cancha de basketball y un restaurante. 
El campo de deportes, está ubicado en calle Fernando Ruiz 3200, en el sur de la ciudad. Posee 2 canchas de rugby, 2 canchas de mini rugby, un frontón de pelota y 2 canchas de hockey con césped sintético

## Rugby
El rugby empezó en la década del 30', logrando varios campeonatos hasta fines de la década del 1950. Aunque a partir de la década de 1970 y hasta mediados de 1995, no tuvo actuaciones buenas (descenso incluido), el rugby del club nunca bajó los brazos. En 1995 salió subcampeón del torneo local, y no fue hasta el año 2000, que se instauró el Torneo Regional del Litoral, en la que reverdeció laureles y volvió a ser protagonista, como antaño lo era. Así en 2005, y tras 47 largos años de sequía, volvió a gritar campeón en una final muy caliente contra el clásico rival, Duendes Rugby Club, justamente, en cancha de su rival, en una final válida por el Torneo Regional del Litoral. Aunque no conforme con eso, se dio el lujo de dejar afuera en cuartos de final del Torneo Nacional de Clubes al Club Atlético San Isidro en un partido disputado en el desaparecido estadio de BAC&RC, aunque en semifinales San Luis de La Plata lo dejó afuera. A partir de ahí, aunque en 2006 logró el campeonato de reserva del Torneo Regional del Litoral, el 2007 salió campeón del 1.er Torneo Regional del Centro en una final jugada en cancha neutral. Repitió coronación en el 2.º Torneo Regional del Centro en Córdoba y la intermedia fue campeona de la Copa de Bronce del Nivel III de la Unión de Rugby de Rosario. En 2009, y por segunda vez, gana el Torneo Regional del Litoral, en una peleada final disputada de local contra Jockey Club de Rosario.

### Palmarés en rugby
- URR 
  - Campeón (6): 1934, 1937, 1944, 1945, 1952**, 1958
- Torneo del Litoral 
  - Campeón (2): 2005, 2009
- Torneo Regional del Centro
  - Campeón (2): 2007, 2008***

- ** Compartido con Gimnasia y Esgrima.
- ***Compartido con Tala.

### Plantilla de primera (act. 2023)

#### Primeras líneas
- Tobías Tasca
- Ignacio Rodríguez (Capitán)
- Nehuen Rojas Olivas
- Mateo Tacconi
- Mateo Villalba
- Gonzalo Chiani

#### Segundas líneas
- Joaquín Stilling
- Nicolás Colacrai
- Uriel Pozo
- Nicolas Montero
- Tomás Mengoni

#### Terceras líneas
- Gregorio Cuello
- Ignacio Quacesi
- José Montero
- Manuel Todaro
- Julián Guspi
- Fausto Cecarossi
- Facundo Cuello

#### Medios
- Heber Deleba
- Joaquín Nota
- Ignacio Zabella

#### Backs
- Ignacio Todaro (Apertura)
- Pedro Gonzalez Fresneda (Apertura)
- Federico Páez (Centro)
- Lisandro Riqulme (Centro)
- Mateo Lattuca (Centro)
- Martín Trumper (Wing)
- Federico Cámpora (Wing)
- Iñaki Gabilondo (Wing)
- Julián Monteverde (Wing)
- Marcos Auguste (Fullback - Sub Capitán)

## Deportistas destacados
- Ayelén Stepnik
- Laura Del Colle
- César Bam Bam
- Santiago Micaz